# Píton-africana
A píton-da-rocha-centro-africana ou Píton-Norte-Africana (Python sebae) é uma espécie de cobra constritora de grande porte da família Pythonidae. A espécie é nativa da África Subsaariana. É uma das 10 espécies vivas do gênero Python.
A maior cobra da África e uma das oito maiores espécies de cobras do mundo (junto com a sucuri verde, a píton reticulada, a píton birmanesa, a píton-das-rochas da África Austral, a píton-indiana, a sucuri amarela e a píton-do-mato australiana), os espécimes podem atingir ou exceder 6 m (20 ft). A espécie do sul é geralmente menor que sua parente do norte, mas, em geral, a píton-rocha da África Central é considerada uma das maiores espécies de cobra do mundo. A cobra é encontrada em uma variedade de habitats, desde florestas até quase desertos, embora geralmente perto de fontes de água. A cobra fica dormente durante a estação seca. A píton-da-rocha centro-africana mata suas presas por constrição e frequentemente come animais do tamanho de antílopes, ocasionalmente até crocodilos. A cobra se reproduz por meio da postura de ovos. Ao contrário da maioria das cobras, a fêmea protege seu ninho e, às vezes, até seus filhotes.
A cobra é muito temida, embora não seja venenosa e raramente mate humanos. Embora a cobra não esteja ameaçada de extinção, ela enfrenta ameaças devido à redução de seu habitat e à caça. Algumas culturas na África Subsaariana o consideram uma iguaria, o que pode representar uma ameaça à sua população.

## Taxonomia e etimologia
A píton-da-rocha centro-africana pertence ao gênero Python, uma grande cobra constritora encontrada nos trópicos úmidos da Ásia e da África.
P. sebae foi descrito pela primeira vez por Johann Friedrich Gmelin, um naturalista alemão, em 1789. Portanto, ele também é o autor do táxon da espécie.
O nome genérico Python é uma palavra grega que se refere à enorme serpente de Delfos, morta por Apolo na mitologia grega. O nome específico sebae é uma latinização do sobrenome do zoólogo holandês, Albertus Seba. O uso comum do nome varia de acordo com a espécie, sendo chamada de píton-das-rochas africana ou simplesmente píton-das-rochas.

## Descrição

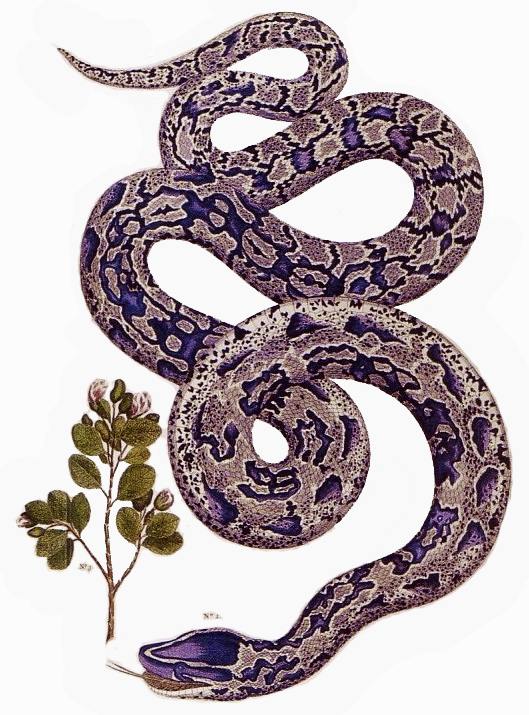
Uma ilustração do século XVIII

A maior espécie de cobra da África e uma das maiores do mundo, a píton-rocha centro-africana adulta mede de 3 to 3.53 m (9 ft 10 in to 11 ft 7 in) no comprimento total (incluindo a cauda), com apenas espécimes invulgarmente grandes com probabilidade de exceder 4.8 m (15 ft 9 in) . Relatos de espécimes com mais de 6 m (19 ft 8 in) são considerados confiáveis, embora espécimes maiores nunca tenham sido confirmados. Os pesos estão supostamente na faixa de 55 to 65 kg (121 to 143 lb) ou mais. Espécimes excepcionalmente grandes podem pesar 91 kg (201 lb) ou mais. Em média, adultos grandes de pítons-rochosos da África Central são bastante robustos, talvez mais do que a maioria dos espécimes de pítons reticuladas um pouco mais longas, bem como pítons- indianas e birmanesas, e muito mais do que a píton-ametista, embora a espécie seja, em média, menos robusta do que a sucuri-verde. A espécie pode ser a segunda cobra viva mais pesada, com alguns autores concordando que pode excepcionalmente exceder 90 kg (200 lb). Um espécime, supostamente 7 m (23 ft 0 in) de comprimento, foi morto por KH Kroft em 1958 e teria tido um 1.5 m (4 ft 11 in) crocodilo-do-nilo juvenil em seu estômago. Um espécime ainda maior, considerado autêntico, foi abatido na Gâmbia e media 7.5 m (24 ft 7 in).

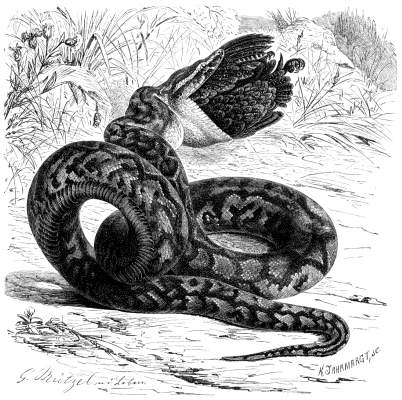
Ilustração de Brehms Thierleben

O tamanho do corpo da cobra varia consideravelmente entre diferentes áreas. Em geral, é menor em regiões altamente povoadas, como no sul da Nigéria, atingindo seu comprimento máximo apenas em áreas como Serra Leoa, onde a densidade populacional humana é menor. Os machos são geralmente menores que as fêmeas. Um indivíduo capturado na Costa do Marfim teria 9.96 m (32.7 ft) de comprimento.
O corpo da píton-da-África Central é grosso e coberto de manchas coloridas, muitas vezes unidas em uma faixa larga e irregular. As marcações corporais variam entre marrom, oliva, castanho e amarelo, mas desbotam para branco na parte inferior. A cabeça é triangular e é marcada no topo com uma “ponta de lança” marrom escura delineada em amarelo-claro. Os dentes são muitos, afiados e curvados para trás. Abaixo do olho, há uma marcação triangular distinta, a marcação subocular. Como todas as pítons, as escamas da píton-rocha africana são pequenas e lisas. As que ficam ao redor dos lábios possuem fossas sensíveis ao calor, que são usadas para detectar presas de sangue quente, mesmo no escuro. As pítons também possuem dois pulmões funcionais, ao contrário das cobras mais avançadas, que têm apenas um, e também têm pequenas esporas pélvicas visíveis, que se acredita serem vestígios dos membros posteriores.

## Distribuição e habitat

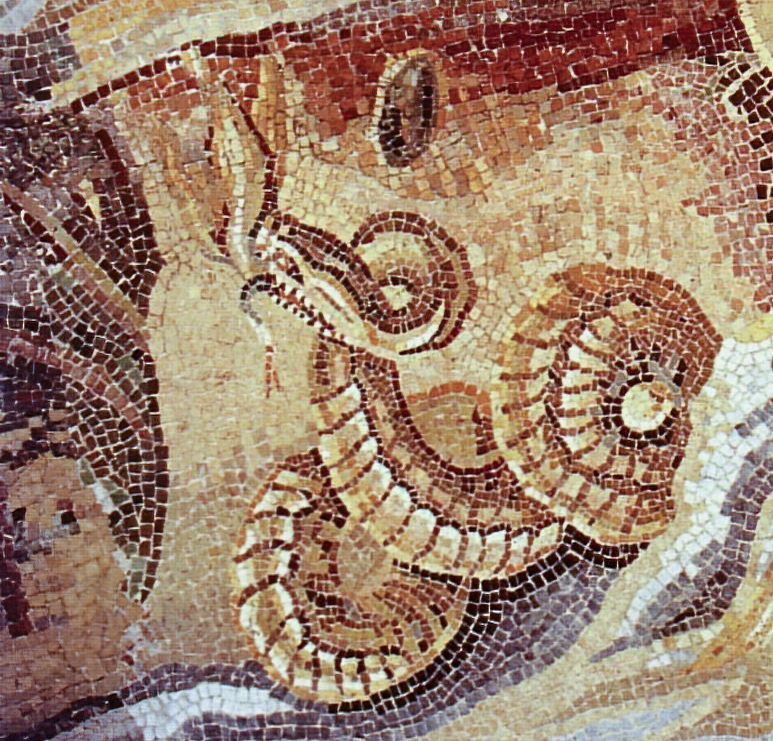
Um mosaico romano mostra uma píton-rocha centro-africana do sul do Nilo

A píton-rocha centro-africana é encontrada em quase toda a África subsaariana,  do Senegal a leste até a Etiópia e Somália e ao sul até a Namíbia e África do Sul.   P. sebae distribui-se pela África central e ocidental, enquanto P. natalensis tem uma distribuição mais oriental e meridional, do sul do Quénia à África do Sul. 

## Links externos
- Central African rock python media from ARKive
- Python sebae at the Reptarium.cz Reptile Database. Accessed 12 September 2007.